# Tíncer (Tranvía de Tenerife)
Tíncer es el nombre de una de las paradas cabeceras de la línea 2 del Tranvía de Tenerife. Se encuentra en la calle Las Loas del barrio de Tíncer de Santa Cruz de Tenerife, del cual toma su nombre. Se inauguró el 30 de mayo de 2009, cuando entró en servicio la línea.
La parada, en un futuro, podría dejar de ser cabecera de la línea ya que el Cabildo de Tenerife y Metropolitano de Tenerife tienen previsto llevar la línea hasta el barrio santacrucero de La Gallega para dar cobertura a mayor población.

## Accesos
- Calle Las Loas, pares
- Calle Las Loas, impares

## Líneas y conexiones

### Tranvía
| Línea | Origen    | Destino |
| ----- | --------- | ------- |
|       | La Cuesta | Tíncer  |

## Lugares próximos de interés
- Parada de Guaguas Titsa Colegio de Tíncer (1829)
- Parada de Guaguas Titsa Colegio de Tíncer (1806)
- Parada de Guaguas Titsa Los Álamos (1805)
- Parada de Guaguas Titsa Los Álamos (1830)
- Centro Insular de Atletismo de Tenerife
- Polideportivo de Tíncer
- IES Las Veredillas
- CEIP Tíncer
- Campo de fútbol de Tíncer
- Centro de la Familia